# Riachuelo, Mexiko
Riachuelo är en ort i Mexiko.   Den ligger i kommunen Tonalá och delstaten Chiapas, i den sydöstra delen av landet, 700 km sydost om huvudstaden Mexico City. Riachuelo ligger 18 meter över havet och antalet invånare är 113.
Terrängen runt Riachuelo är platt. Runt Riachuelo är det ganska glesbefolkat, med 50 invånare per kvadratkilometer. Närmaste större samhälle är Tonalá, 8,7 km öster om Riachuelo. Omgivningarna runt Riachuelo är en mosaik av jordbruksmark och naturlig växtlighet.